# Jaime Rodríguez
Jaime Alberto Rodríguez Jiménez (* 17. leden 1959) je bývalý salvadorský fotbalový obránce a reprezentant.

## Reprezentační kariéra
Jaime Rodríguez odehrál 8 reprezentačních utkání. Se salvadorským národním mužstvem se zúčastnil mistrovství světa 1982 ve Španělsku, odehrál všechny tři zápasy, které Salvador na šampionátu absolvoval.

## Statistiky
| Salvador | Salvador | Salvador |
| Roky     | Záp.     | Góly     |
| -------- | -------- | -------- |
| 1979     |          |          |
| 1980     |          |          |
| 1981     |          |          |
| 1982     |          |          |
| 1983     |          |          |
| 1984     |          |          |
| 1985     |          |          |
| 1986     |          |          |
| 1987     |          |          |
| 1988     |          |          |
| 1989     | 8        | 1        |
| Celkem   | 8+       | 1+       |